# Koninklijke Eijsbouts

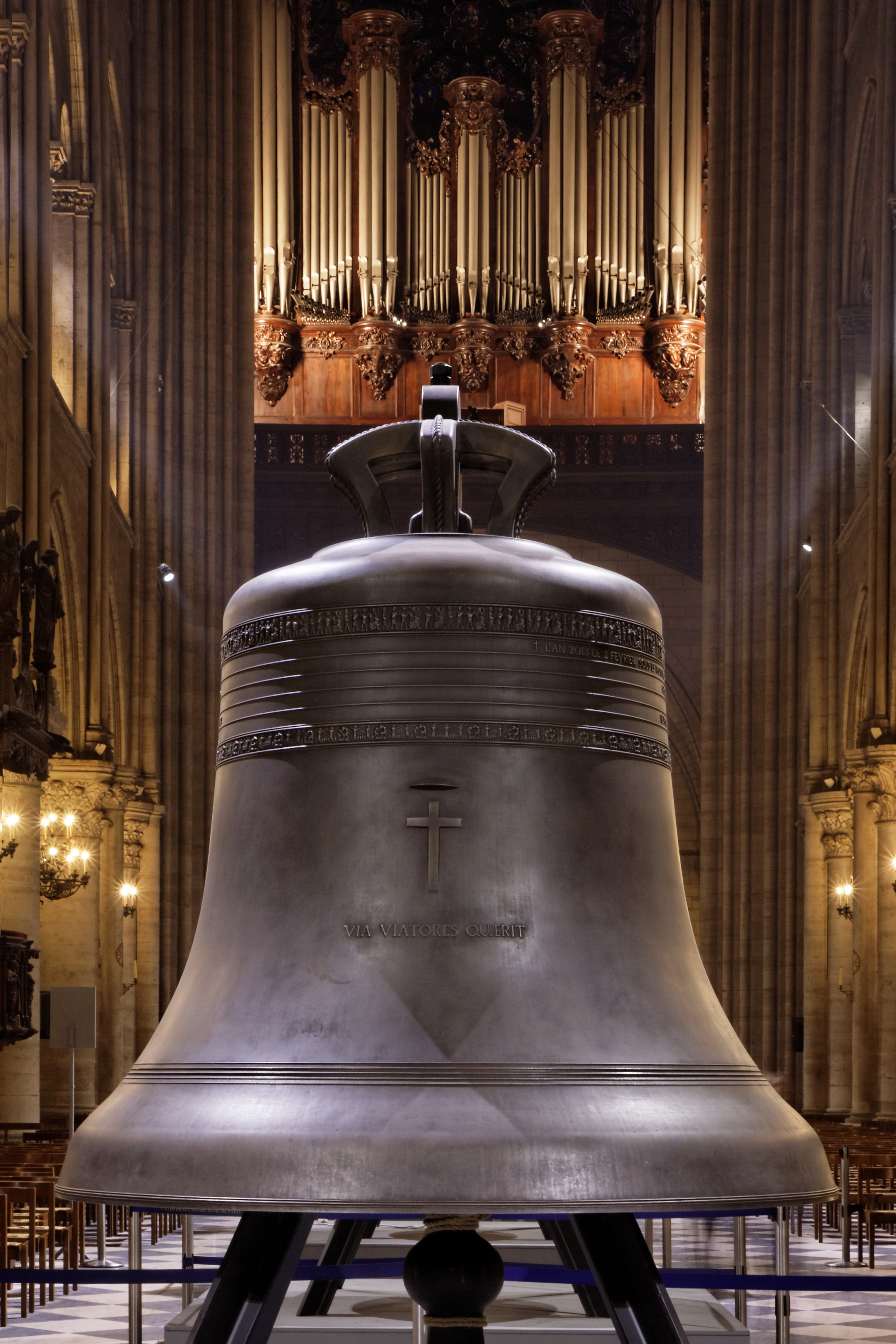
Dzwon Katedra Notre-Dame w Paryżu, 2013

Koninklijke Eijsbouts – przedsiębiorstwo produkcji dzwonów kościelnych (ludwisarnia) w Asten w Holandii.
Warsztat założył w 1872 roku Bonaventura Eijsbouts jako „wytwórnię zegarów wieżowych”. W 1893 r. Eijsbouts przyjął do spółki 15-letniego syna, Johana rozszerzając działalność o sprzedaż poruszanych wytwarzanymi przez siebie mechanizmami dzwonów i dzwonków odlewanych w innych zakładach. W miarę rozwoju, Johan Eijsbouts instalował w carillonach dzwony z brytyjskich wytwórni: John Taylor Bellfounders i Gillett & Johnston. W 1924 r. jego najstarszy syn, Tuur Eijsbouts, przystał do firmy, i dzięki swoim zdolnościom technicznym, po latach eksperymentów uruchomił własną ludwisarnię w 1947 r. Po latach doświadczeń, w stulecie działalności w 1972 r. przedsiębiorstwo w uznaniu wysokiej jakości wyrobów zostało wyróżnione prawem do posługiwania się określeniem „koninklijke” (królewski). W 2006 r. Eijsbouts odlał wówczas największy ruchomy dzwon na świecie. Znajduje się on w japońskim uzdrowisku Gotenba.
Royal Eijsbouts od lat prowadzi badania na gruncie kampanologii, co poskutkowało m.in. utworzeniem unikatowego oprogramowania komputerowego, pozwalającego na optymalizację kształtu i dźwięku dzwonu.
Pozostałe obszary działalności Royal Eijsbouts to produkcja zegarów wieżowych i astronomicznych oraz odlewnictwo rzeźb.
Liczący 50 dzwonów carillon o masie ok. 17 ton, produkcji holenderskiego przedsiębiorstwa, znajduje się od 1989 r. w kościele św. Katarzyny w Gdańsku, w 2000 roku wytwórnia zainstalowała też 37-dzwonowy carillon na wieży ratusza Głównego Miasta w Gdańsku.